# Francesco de Vico
Francesco de Vico (auch de Vigo) (* 19. Mai 1805 in Macerata; † 15. November 1848 in London) war ein italienischer Astronom an der vatikanischen Sternwarte und Jesuit.
De Vico entdeckte zahlreiche Kometen, darunter die periodischen 54P/de Vico-Swift-NEAT und 122P/de Vico. Weitere Kometen, die er entdeckte und die nach ihm benannt wurden, sind: C/1845 D1 (de Vico), C/1846 B1 (de Vico), C/1846 O1 (de Vico-Hind) und C/1846 S1 (de Vico). Er beobachtete ferner den Saturn und versuchte die Rotationszeit der Venus zu bestimmen.
In Italien begann er mit dem Projekt, einen Sternenatlas bis zur 11. Größenklasse zu erstellen, musste aber aufgrund der politischen Unruhen im Jahre 1848 ins Exil auswandern. Über Paris und London kam er in die USA, wo er auch den Präsidenten traf. Er wollte sein Projekt fortsetzen und kam zurück nach Europa, um einige Kollegen zu rekrutieren. Geschwächt durch die Reise verstarb er in London.
Der Mondkrater De Vico und der Asteroid (20103) de Vico wurden zu seinen Ehren benannt.